# Brücke (Oberkammlach)

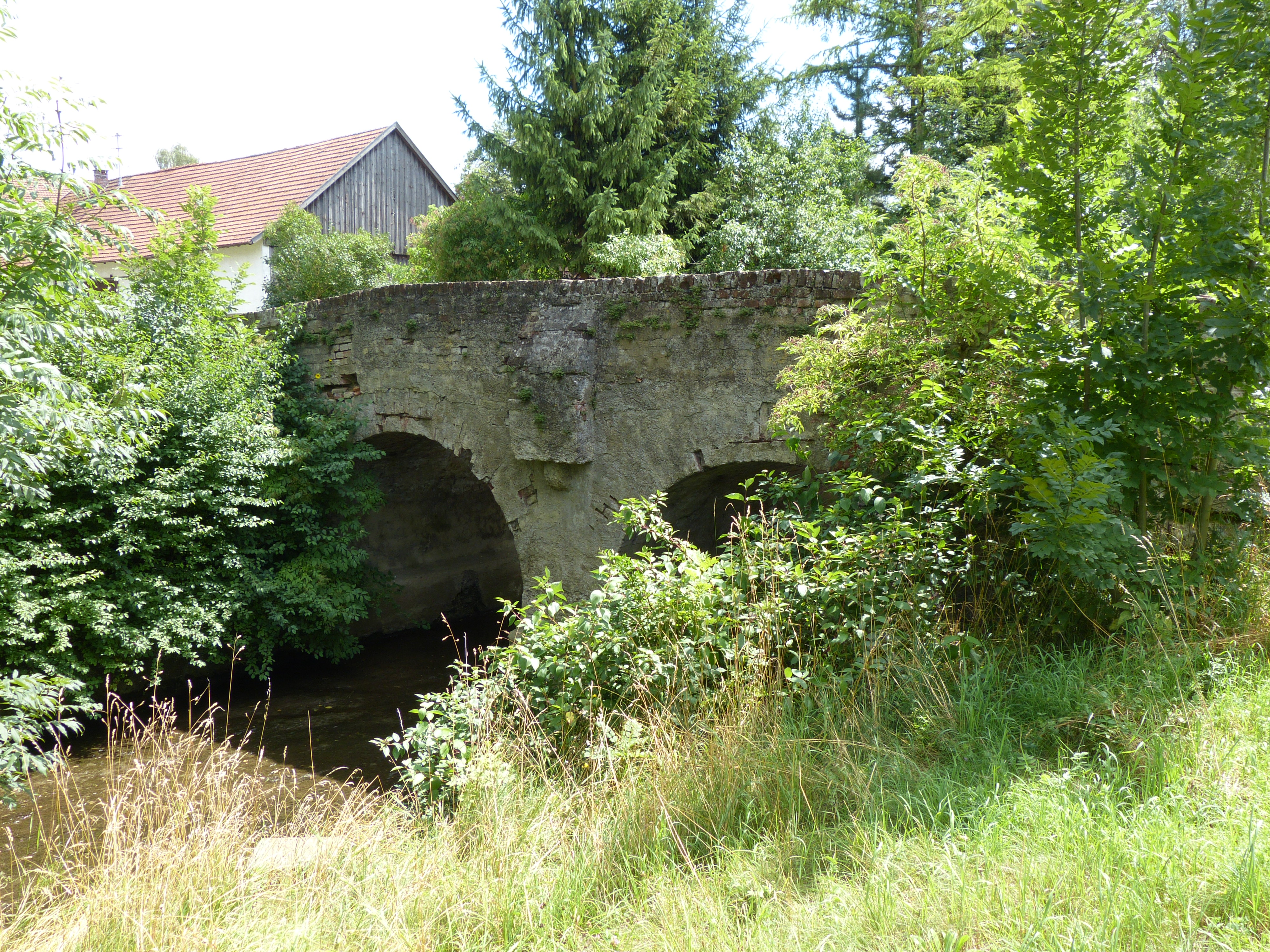
Nordseite der Brücke in Oberkammlach

Die Brücke in Oberkammlach, einem Ortsteil der Gemeinde Kammlach im Landkreis Unterallgäu (Bayern), wurde vermutlich im 18. Jahrhundert errichtet. Die denkmalgeschützte Brücke befindet sich circa 150 Meter westlich der Kirche Mariä Himmelfahrt und überquert die Kammel. Ehemals verlief die Fernstraße zwischen Mindelheim und Memmingen über die Brücke, aktuell führt die Reichsstraße über die Brücke. Während der Schlacht am 13. August 1796 zwischen den Truppen der Französischen Republik und des französischen Prinzen Condé war sie heftig umkämpft.
Errichtet wurde die aus zwei Bögen bestehende Brücke aus Ziegelsteinen sowie teilweise aus Nagelfluh- und Tuffquadern. Zur Mitte hin steigt die Brücke an. Das Fundament des Mittelpfeilers wurde im Laufe der Zeit stark erneuert. Am Mittelpfeiler befindet sich auf der Südseite ein Sporn mit Mauervorlage, auf der gegenüberliegenden Nordseite ist nur noch die Mauervorlage vorhanden. Hochwassermarken der Jahre 1876 und 1944 sind an der Südseite angebracht.